# Dynastia wirginijska
Dynastia wirginijska - określenie stosowane dla okresu rządów kolejnych prezydentów Stanów Zjednoczonych: Adamsa, Jeffersona, Madisona i Monroe, którzy pochodzili z Wirginii.
W tym okresie prezydenci, pełniąc swoje rządy, wyznaczali swojego następcę, przygotowując go do objęcia władzy. W tym celu wyznaczony na następcę polityk obejmował urząd sekretarza stanu.

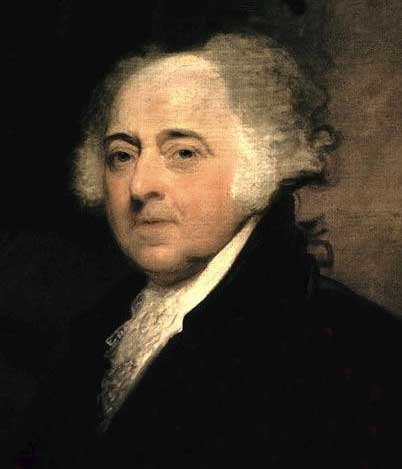
John Adams
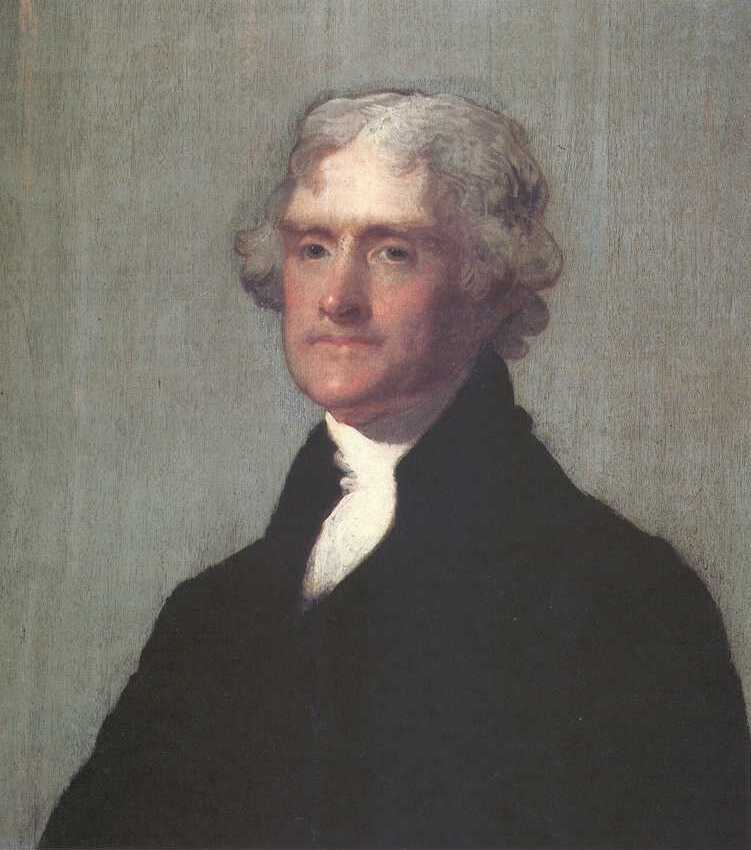
Thomas Jefferson
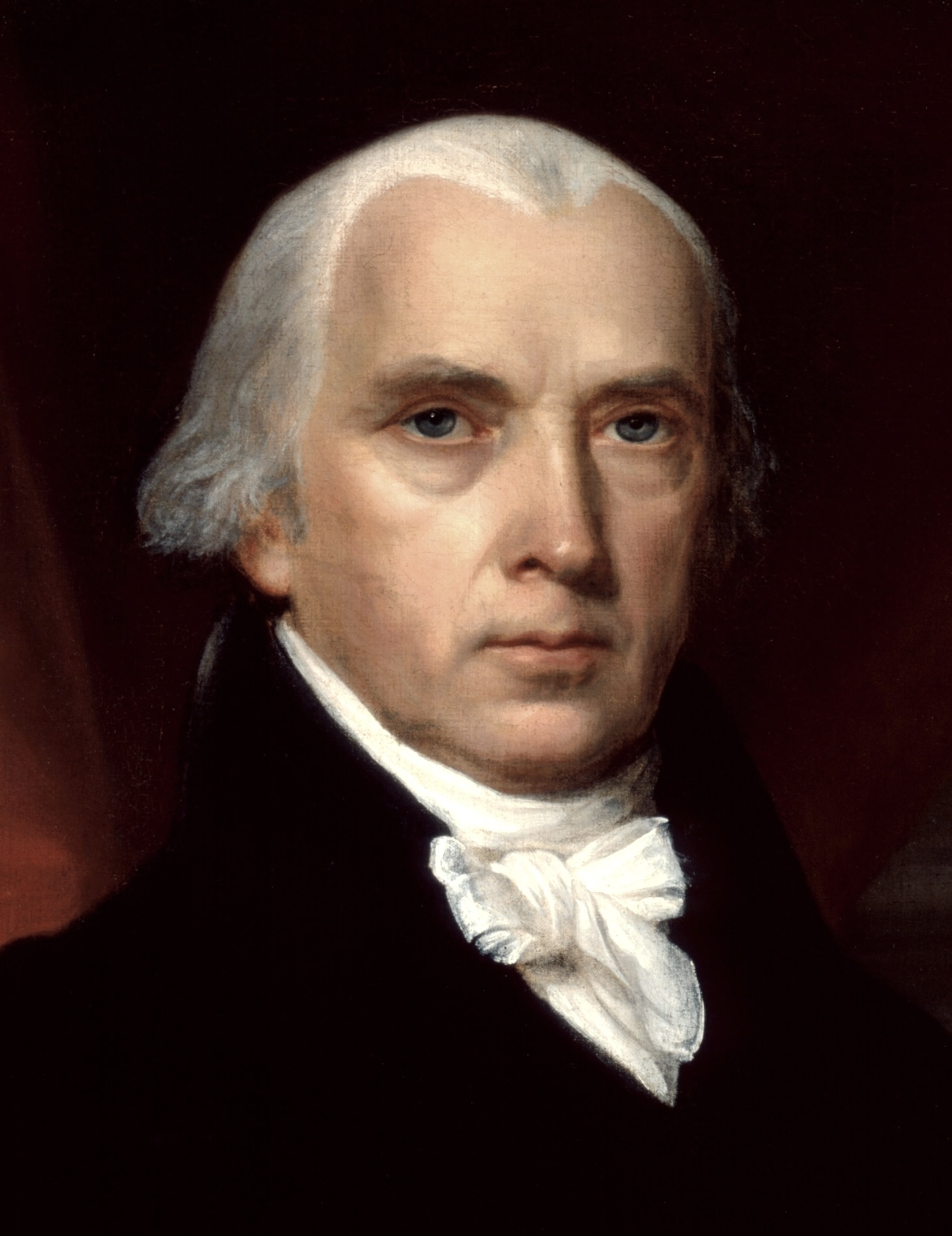
James Madison
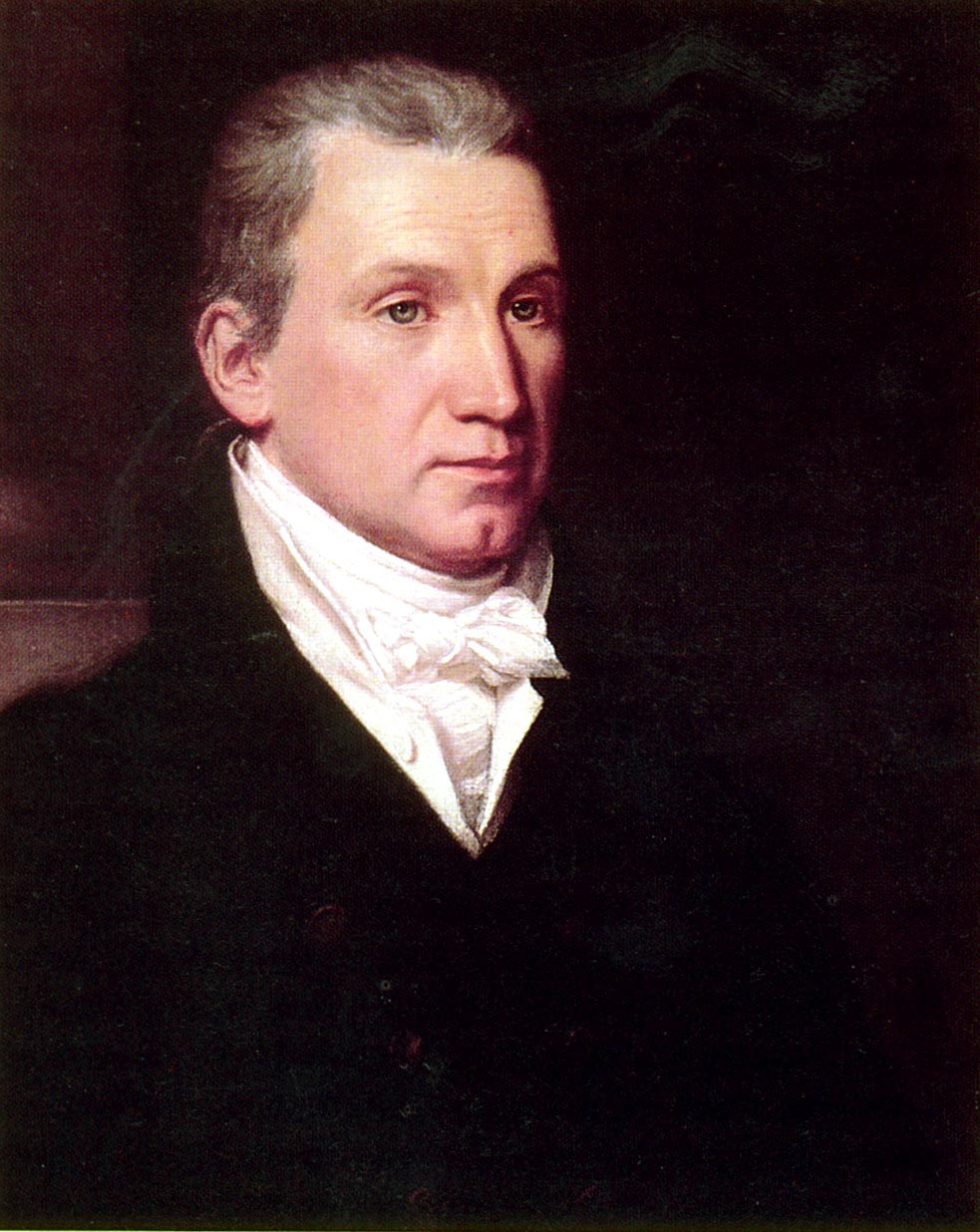
James Monroe